# Барлен
Барлен (фр. Barlin) — коммуна во Франции, регион О-де-Франс, департамент Па-де-Кале, округ Бетюн, кантон Не-ле-Мин. Город расположен в 11 км к югу от Бетюна и в 24 км к северо-западу от Арраса, в 6 км от автомагистрали А26 "Англия" Труа-Кале.
Население (2018) — 7 603 человека.

## Достопримечательности
- Церковь Святого Петра XVIII века
- Краеведческий музей

## Экономика
В середине XIX века в Барлене были открыты угольные шахты, что способствовало бурному приросту населения. В 60-х годах добыча угля была прекращена, и из-за проблем с безработицей население города стало сокращаться.
Структура занятости населения:
- сельское хозяйство - 0,0 %
- промышленность - 9,9 %
- строительство - 10,0 %
- торговля, транспорт и сфера услуг - 32,0 %
- государственные и муниципальные службы - 40,1 %

Уровень безработицы (2017) — 20,5 % (Франция в целом — 13,4 %, департамент Па-де-Кале — 17,2 %). 

Среднегодовой доход на 1 человека, евро (2017) — 16 830 (Франция в целом — 21 110, департамент Па-де-Кале — 18 610).

## Демография
Динамика численности населения, чел.

## Администрация
Пост мэра Барлена с 2018 года занимает социалист Жюльен Дагбер (Julien Dagbert). На муниципальных выборах 2020 года возглавляемый им список социалистов одержал победу в 1-м туре, получив 65,70 % голосов.
| Период | Период | Фамилия        | Партия                  | Примечания                                                                            |
| ------ | ------ | -------------- | ----------------------- | ------------------------------------------------------------------------------------- |
| 1947   | 1976   | Раймон Деранси | Социалистическая партия | работник шахты, член Генерального совета департамента, депутат Национального собрания |
| 1976   | 2002   | Жозеф Брабан   | Социалистическая партия | директор средней школы, член Генерального совета департамента                         |
| 2002   | 2014   | Мишель Дагбер  | Социалистическая партия | президент Генерального совета департамента, сенатор                                   |
| 2014   | 2018   | Жерар Пайяр    | Социалистическая партия | магистр                                                                               |
| 2018   |        | Жюльен Дагбер  | Социалистическая партия | работник аппарата мэрии                                                               |